# 安德烈亚·帕尼扎
安德烈亚·帕尼扎（義大利語：Andrea Panizza，1998年7月14日—），意大利男子赛艇运动员。他曾代表意大利参加世界赛艇锦标赛，获得一枚金牌和一枚铜牌。他也曾参加2020年夏季奥林匹克运动会。